# Bāghcheh-ye Jalīl
Bāghcheh-ye Jalīl (persiska: باغچه جلیل) är en ort i Iran.   Den ligger i provinsen Kohgiluyeh och Buyer Ahmad, i den centrala delen av landet, 600 km söder om huvudstaden Teheran. Bāghcheh-ye Jalīl ligger 2 050 meter över havet och antalet invånare är 428.
Terrängen runt Bāghcheh-ye Jalīl är kuperad åt nordost, men åt sydväst är den bergig.Runt Bāghcheh-ye Jalīl är det ganska glesbefolkat, med 24 invånare per kvadratkilometer. Närmaste större samhälle är Chītāb, 17,2 km norr om Bāghcheh-ye Jalīl. Omgivningarna runt Bāghcheh-ye Jalīl är i huvudsak ett öppet busklandskap.